# Nomia maculata
Nomia maculata är en biart som beskrevs av Heinrich Friese 1904. Nomia maculata ingår i släktet Nomia och familjen vägbin. Inga underarter finns listade i Catalogue of Life.